# Lou Hamou-Lhadj
Lhou Hamou-Lhadj é um animador da Pixar e cineasta americano. Como reconhecimento, foi nomeado ao Oscar 2017 na categoria de Melhor Animação em Curta-metragem por Borrowed Time.